# مصدق (اسم)
مصدق هو اسم علم مذكر من أصل عربي، ومعناه هو من الفعل صدق، وهو المعروف بصدقه بين الناس، الصديق الصادق الأمين.

## شخصيات تحمل الاسم
- مصدق سنوسي (24 سبتمبر 1977 – )

## وصلات خارجية
- موسوعة السلطان قابوس لأسماء العرب